# Meia Oito
Meia Oito é uma personagem de histórias em quadrinhos humorísticas criada pelo cartunista brasileiro Angeli, e que abrilhantou as páginas da extinta revista Chiclete com Banana. Meia Oito (conhecido como "o último dos barbichinhas"), entre situações de paranóias e de revanchismo das forças de repressão da ditadura, representa os temores e as incertezas de uma democracia que dava os primeiros passos para voltar a andar. Seu fiel seguidor na causa revolucionária é Nanico, seu parceiro homossexual enrustido (mas não muito).
Segundo Angeli, a personagem é uma referência a um tipo característico da época (1968): aquele que tinha o discurso, mas não tinha a ação. Fazia a guerrilha dentro do bar, um tipo cheio de regras, que pede carteira ideológica a todo mundo. Não é o ativista que pegou em armas, é aquele que ficou no bar - sua história de luta só existiu na cabeça dele. 

## A Morte de Meia Oito
Vinte anos depois de matar a "porralouca" Rê Bordosa, Angeli matou - aparentemente - mais uma de suas criações. O revolucionário Meia Oito foi atropelado e esmagado por um caminhão da Coca-Coca, empresa-símbolo do grande império capitalista (na visão de Meiaoito, claro). Morte cruel para alguém que ainda acreditava na tomada de poder via revolução armada. O flagrante veio a público no dia 20 de julho de 2007. Circulou no caderno Ilustrada do jornal “Folha de S.Paulo”, de onde foi reproduzida. Desde então, não se tem notícias do personagem. Nas suas últimas tiras antes do atropelamento, o personagem foi visto em plena crise existencial, trancado no banheiro. Via fantasmas de Stalin, Che Guevara e outros partidários de Karl Marx. Estes o exortavam a desistir da revolução.